# Mycosphaerella linariae
Mycosphaerella linariae är en svampart som tillhör divisionen sporsäcksvampar, och som beskrevs av (Jacob) Tycho (Conrad) Vestergren. Mycosphaerella linariae ingår i släktet Mycosphaerella, och familjen Mycosphaerellaceae. Arten är reproducerande i Sverige.